# Шалаграма-шила
Шалагра́ма-шила (санскр. शालिग्राम, IAST: Śālagrāma, там. Cāḷakkirāmam) или, как иногда произносят, шалигра́м (IAST: Śāligrām) — неканоническое представление Вишну как сферического блестящего камня тёмного цвета. Почитание шалаграмов распространено в шри-вайшнавизме и гаудия-вайшнавизме. Линии и рисунки на шалаграме напоминают божественные символы Вишну: булава, падма, цветочная гирлянда, но прежде всего — чакра. Отметки представляют собой красивые спиральные формы с рёбрами и шипами, которые выделяются на поверхности большинства шалаграмов. Для палеонтологов шалаграм представляет собой окаменелость аммонита юрского периода.
Согласно «Сканда-пуране», Шалаграма входит в Вишну-сахасранаму (тысячу имён Вишну). Популярные виды шалиграмов называют по именам аватар Вишну: Нарасимха (рыжевато-коричневый с мелкими пятнами), Вараха (с двумя неровными круглыми отметинами) и Вамана (круглый небольшого размера). Шалаграмы участвуют в духовной жизни — их можно встретить в храмах, на домашних алтарях, на праздничных церемониях, а также на ритуалах, сопровождающих важные события, таких как свадьба и похороны. Считается, что шалаграм обладает мистической силой, дарующей благословение его хранителю. Ежедневно шалаграму проводят пуджу как самому Вишну. В брахманских семьях наличие в доме шалаграма является обязательным. Наиболее священными считаются шалаграмы, найденные в русле реки Кали-Гандак в Гималаях (Непал).
Шалаграмы широко упоминаются в пуранах, включая «Брахмавайварта-пурана», «Агни-пурана», «Падма-пурана», «Гаруда-пурана», «Нарасимха-пурана», «Сканда-пурана», «Брахма-пурана» и «Брахманда-пурана». Помимо самих шалаграмов популярны малы (ожерелья) из маленьких шалаграмов; священная вода, оставшаяся после омовения шалаграма; а также вода из реки Кали-Гандак. Некоторые шайвы в Северной Индии считают шалаграм проявлением Шивы, стирая различие между шалаграмами и Шива-лингами. Почитание шалаграмов распространено не только среди последователей индуизма, но и у буддистов. В буддизме шалаграмы воспринимаются как проявление различных небесных существ или как части самого Будды.

## Этимология названия
Священный камень зовётся «шалагра́ма» (IAST: Śālagrāma), или «шалагра́ма-шила» (IAST: śālagrāma śila), его название иногда произносят как «шалигра́м» (IAST: Śāligrām), или «шалигра́ма-шила» (IAST: sāligrāma śila). Слово имеет несколько написаний и произношений в разных регионах Азии. Например, по всей Южной Индии и, в меньшей степени, в Северной Индии и Непале его зовут «шалиграма». Индологи называют камень Вишну «шалаграма», что приближает его к оригинальному произношению на санскрите.
В русском словаре «Индуизм. Джайнизм. Сикхизм» под общей редакцией М. Ф. Альбедиль и А. М. Дубянского, священный камень именуют шалаграмом — название, которое используется в настоящей статье.
Считается, что изначально «шалаграм» был топонимом, собственным названием природного объекта. Предположительно это была удалённая непальская деревня под названием Шалаграма или Шалиграма, где собирались священные камни. Деревня располагалась где-то на берегу реки Кали-Гандаки, её точное местонахождение уже забыто. В «Вишну-пуране» Шалаграма известна как святое место паломничества, куда герои уходили к концу жизни.
В некоторых литературных источниках название шалаграма объясняют санскритским словом «грама», то есть «хижина» или «дом». Хижину иногда отождествляют с местом проживания риши Шаланкаяны (Salankayana) из «Вараха-пураны», у которого было видение Вишну в образе дерева прямо за его дверью. Хижина Шаланкаяны (или его деревня) стояла на берегу Кали-Гандаки, где впервые появились священные камни, впоследствии получившие её имя.
Вторая часть названия священного камня Вишну возникло от слова «шила» (IAST: śila), что на деванагари означает «камень». Однако в отличие от обычного понимания слова «камень», под шилой имеют ввиду не просто камень, а «драгоценный камень».
Благодаря шалаграму Вишну известен под именем «Шалиграман». Кроме того, имя Шалаграма входит в Вишну-сахасранаму (тысячу имён Вишну).

## Происхождение шалаграмов
В современном мире долина Муктинатха в Непале осталась единственным местом происхождения шалаграмов. В горном Муктинатхе расположен храм Вишну-Авалокитешвары или Вишну-Ченрезиг мандир. Для индуистских паломников в святилище находится Вишну, а для буддистов — бодхисаттва сострадания Авалокитешвара (Ченрезиг). Место входит в число 108 дивьядешам, обязательных мест паломничества в шри-вайшнавизме. Паломничество за шалаграмами стало источником процветания долины, где местное население обеспечивает прибывающих пищей и жильём. Шалаграмы можно найти, в основном, по берегам реки и её притоков, возле озера, но прежде всего — вдоль верхнего течения реки Кали-Гандак. Связь с водной стихией в поиске шалаграмов особенно важна, учитывая, что река считается священным мостом (тиртхой) между земным и божественным миром. По реке шалаграм прибывает из божественного мира в земной, чтобы явить себя преданным бхактам.
Для геологов и палеонтологов шалаграм представляет собой окаменелость аммонита. Им называют подкласс вымерших головоногих моллюсков. Своё название аммониты получили в честь древнеегипетского божества Амона с головой барана и закрученными рогами. Несмотря на их внешнее сходство с современными наутилусами по своей природе они ближе к колеоидам, таким как кальмары и каракатицы. Первые аммониты возникли в девонский период около 400 миллионов лет назад. Последние аммониты исчезли во время массового вымирания мелового и палеогенового периода вместе с динозаврами около 65 миллионов лет назад. Согласно данным Геологической службы Индии камни, считающиеся шалаграмами, представлены несколькими видами ископаемых аммонитов, сохранившихся в сланцевых пластах горного озера Дамодар-Кунда. К ним относят Blandifordiceras, Haplophylloceras и Perisphinctids. Кроме того, к шалаграмам причисляют белемнитов (их называют Рам-шалаграм) и двустворчатые Retroceramus (Анируддха-шалаграм). Большинство из них относится к периоду от раннего оксфордского яруса до позднего титонского яруса — другими словами, датируются концом юрского периода, примерно 165—140 миллионов лет назад.

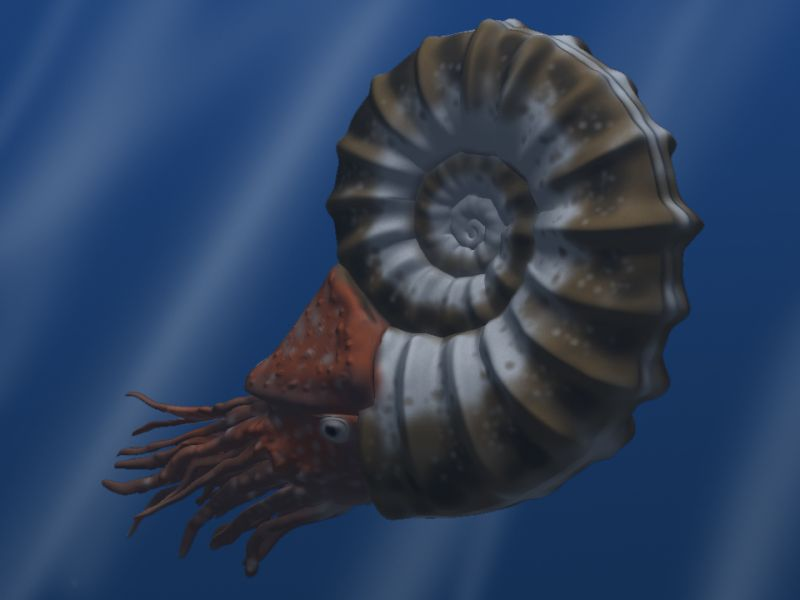
Реконструкция внешнего вида аммонита раннего Юрского периода
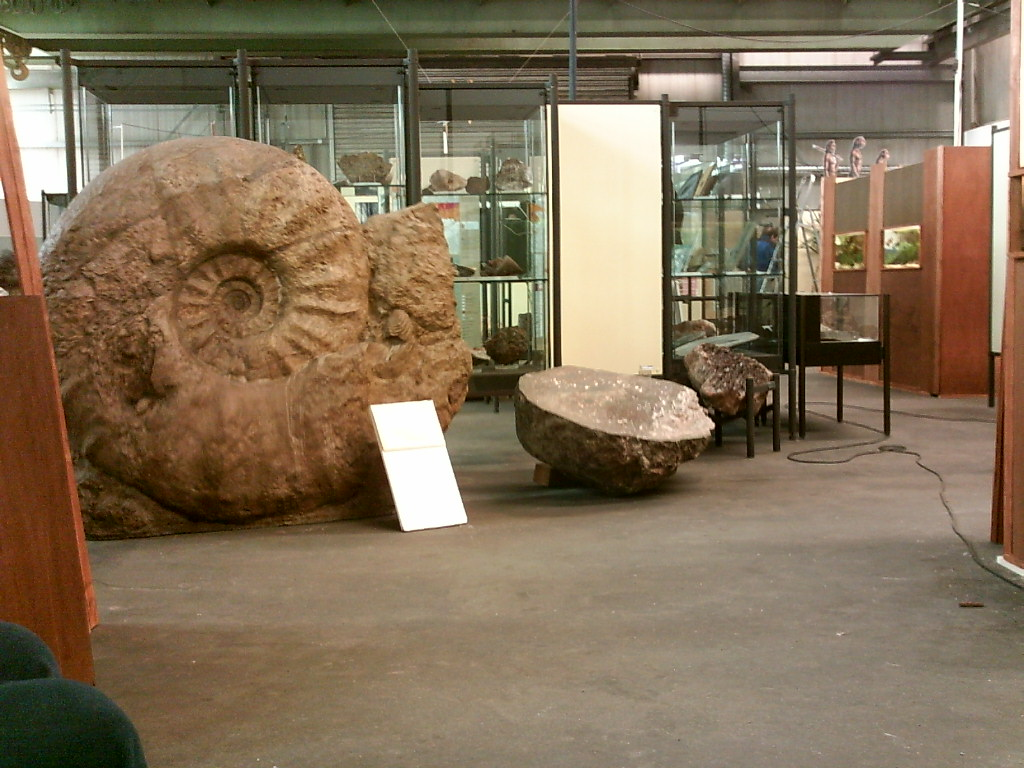
Гигантский аммонит в Вестфальском музее естественной истории (Мюнстер, Германия)
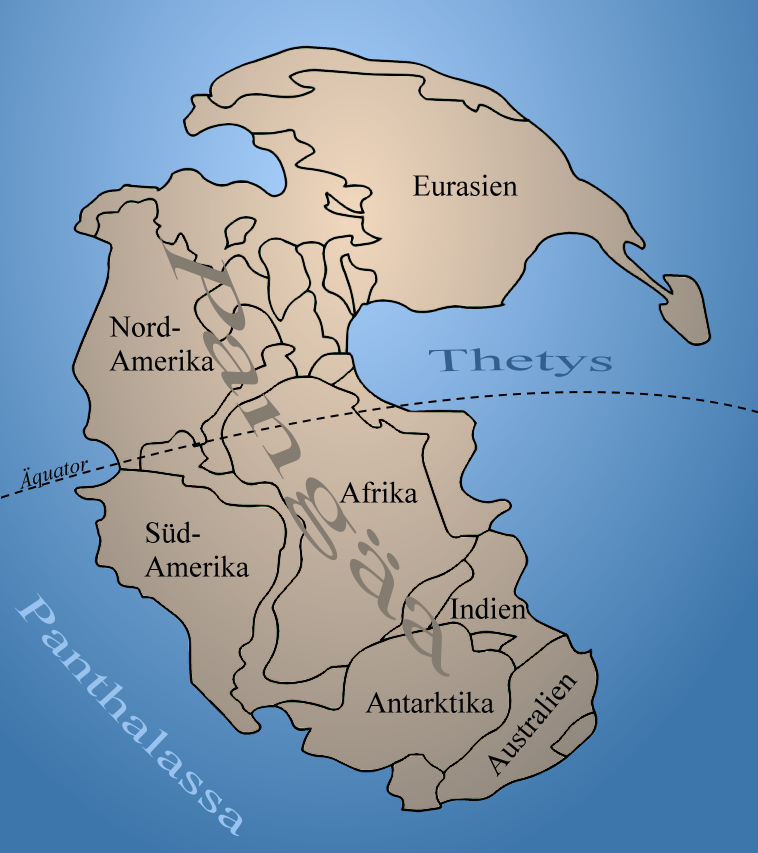
Океан Тетис, где обитали аммониты

После исчезновения аммонитов прошли ещё миллионы лет, превратившие их в окаменелости. Около 40 миллионов лет назад территорию Мустанга в Непале затопил неглубокий океан, который называют «Океан Тетис». Он располагался на южной окраине одного из двух континентов, Лавразии. Когда Индийский субконтинент отделился от восточного побережья Гондваны 80 миллионов лет назад, он переместился на север. Столкновение с южными прибрежными окраинами Лавразии привело к геологическому поднятию дна океана, в результате чего возникли Гималайские горы. После того, как океан Тетис полностью высох, останки обитателей его дна на склонах поднимающихся гор медленно превращались в камни. Окаменелости аммонитов появляются из глинистых сланцев и сланцевых речных пластов. По мере пребывания их в водах озера и горной реки окаменелости обретали блестящую поверхность.
Примечательно, что простая окаменелость аммонита, добытая где-то на горных хребтах, не считается шалаграмом. Для того, чтобы камень стал шалаграмом, необходимо, чтобы на протяжении многих лет он путешествовал по водам священной реки, которая превращает его поверхность в гладкую и чёрную. «Шалаграма-парикша» (IAST: Śālagrāmaparīkṣa), священный текст, составленный в XVII веке и входящий в состав «Анупа-самхита», провозглашает, что любой камень, найденный вдоль реки Кали-Ганаки в месте, называемом Шалаграма-тиртха, является священным. Другими словами, место происхождения играет главное значение в определении того, является ли камень священным.
Геологическая история шалаграмов, насчитывающая миллионы лет, нисколько не смущает преданных Вишну. Напротив, она является неотъемлемой частью вселенской космологии и отражением божественных качеств Вишну. Его нередко называют «Самбхавах» или скрытым сокровищем. По собственному желанию он являет себя тем, кто искренне его ищет. Вишну принимает любые формы, от антропоморфных до зооморфных, и может иметь облик священного камня. Вишну воплощался как рыба Матсья и черепаха Курма, поэтому нет ничего необычного в том, что когда-то он обрёл форму аммонита. Подъём Гималаев из океана Тетис рассматривается как подобие истории с пахтанием молочного океана. Она рассказывает о том, как Вишну в облике Курмы поместил себе на спину гору Мандара, а боги и демоны пахтали с её помощью океан, пока из него не появились различные чудеса и божественные сущности. Мифология шалаграма связывает его рождение с двумя явлениями: с божественной волей Вишну, который пребывает в шалаграме, и с ваджра-китой (IAST: Vajrakīṭa). Последним называют существо, «небесного червя», которое живёт и физически создаёт священный камень с его спиралями и рёбрами. Ваджра-кита упоминается в поздних пуранах, «Брахма-пуране» и «Сканда-пуране», а также сборнике «Йога-Васиштха», описывающем беседы риши при дворе аватара Рамы. Примечательно, что одна из популярных историй описывает, как Вишну сам превратился в ваджра-киту, а его ездовая птица Гаруда — в горы, благодаря чему Вишну устроил себе в скалах дом в виде ракушки, напоминающей чакру Нараяны. Иногда вместо ваджра-киты физическое создание шалаграма приписывают божественному мастеру Вишвакарману. В любом случае вайшнавская космология находит связь между научным объяснением шалаграмов и их духовным восприятием.

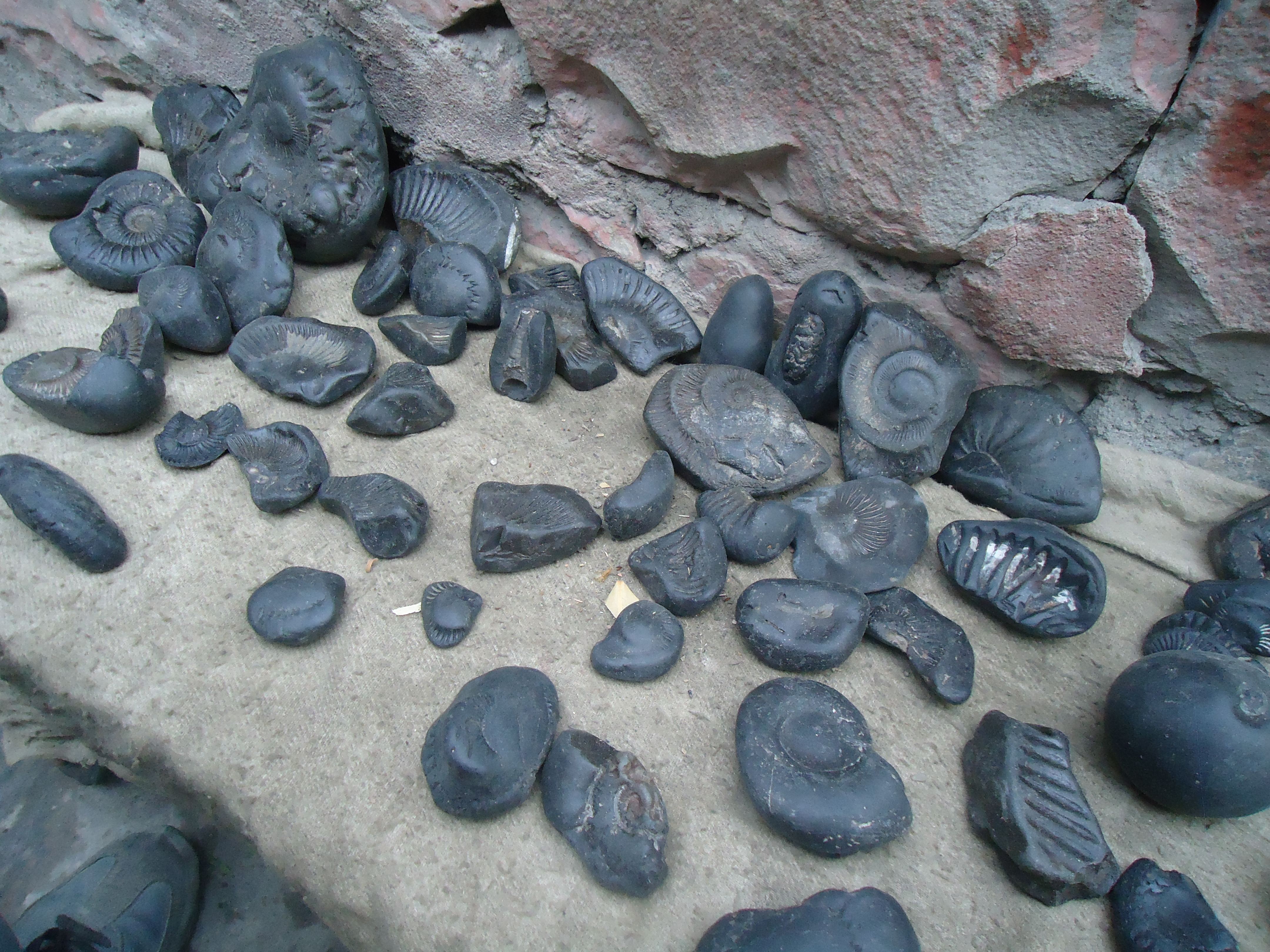
Окаменелости аммонитов
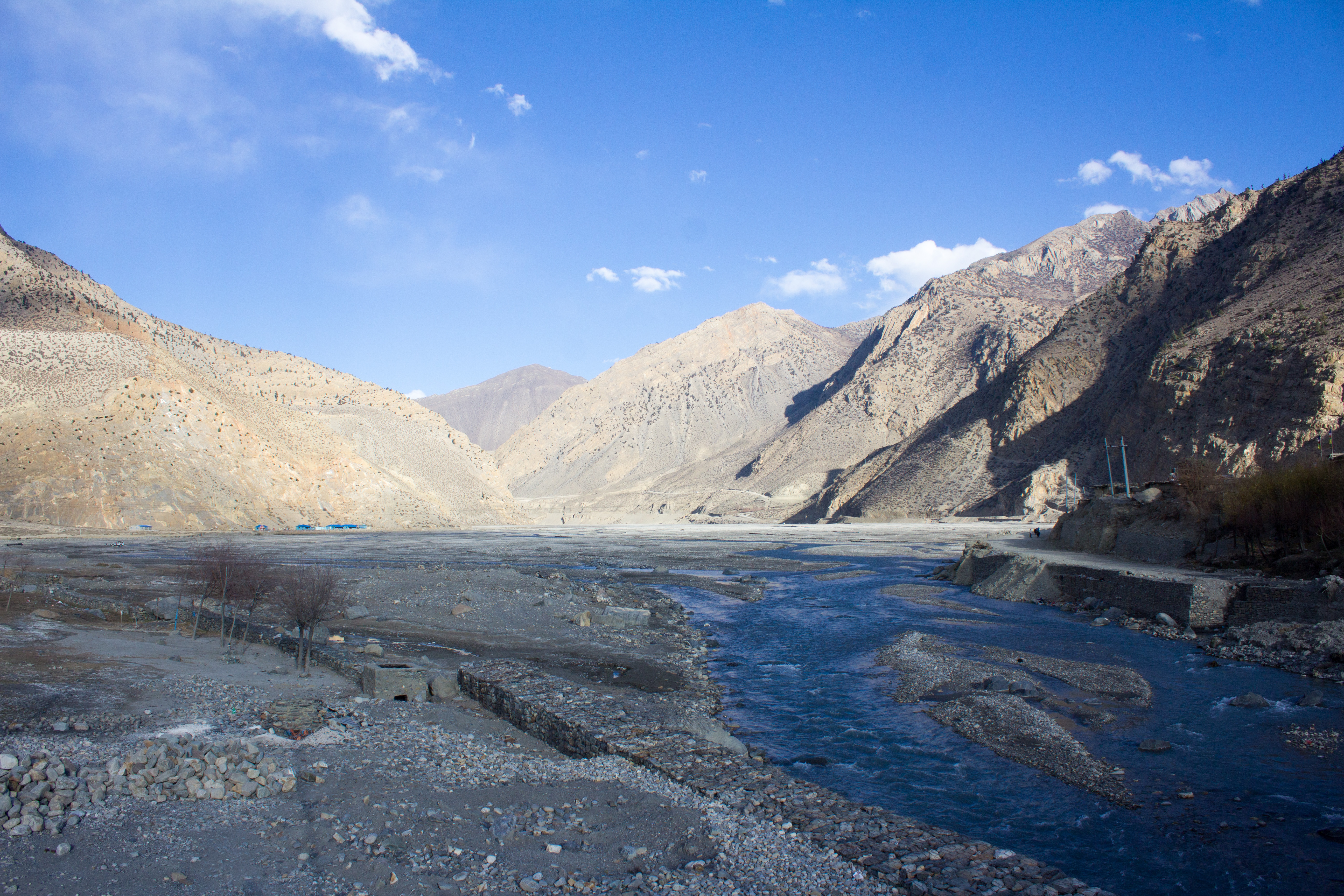
Родина шалаграм, берега реки Гандаки в Непале
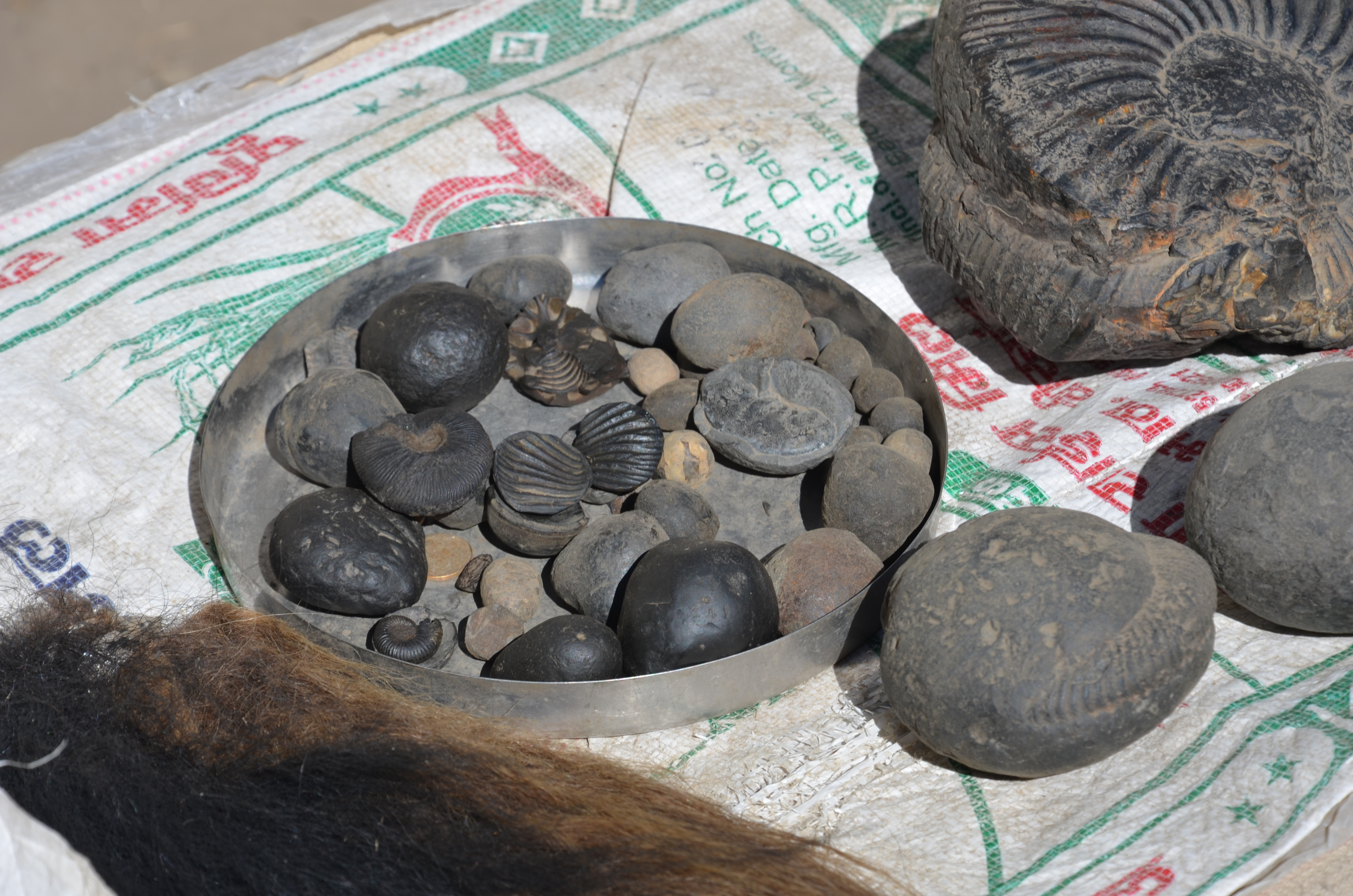
Шалаграмы на базаре Джомсом[16] возле реки Гандки

Духовное значение шалаграмов выходит далеко за пределы их земного восприятия. Вишну многообразен — божественность ничем не ограничена, он проявляет себя в любом месте, любое время и в любой форме. Вишну не подвержен влиянию времени, поэтому шалаграмы с их многомиллионной историей для преданных Вишну являются воплощением вечности. Шалаграмы — форма божественного бессмертия. Вишну называют «Ватсарах», то есть «пребывающий во всем» и шалаграмы не являются исключением. Для камней не требуется снисхождения Вишну и ритуала освящения их как мурти. Вишну изначально находится в шалаграмах и камни ничем не отличаются от самого Вишну. Шалаграмы сохраняют божественные качества Вишну. Его силы не исчезают и не уменьшаются со временем. Границ времени и пространства для хранителей шалаграмов не существует. Они видят в них живое проявление Вишну, несмотря на прошедшие миллионы лет. Таким образом, в вайшнавских семьях хранится божественное бессмертие, благодаря которому преданные бхакты сохраняют отношения со своим творцом.

Среди всех священных камней, достойных всеобщего поклонения, ты (Вишну) являешься Шалаграмом…

Тому, кому поклоняются как Шалаграму с листьями туласи, в небесном мире будут поклоняться с гирляндами из божественных цветов дерева Париджата…

Тот, кому поклоняются каждый день как двенадцати Шалаграмам, почитается на Вайкунтхе…
— «Сканда-пурана», глава 21

## Божественная личность шалаграма

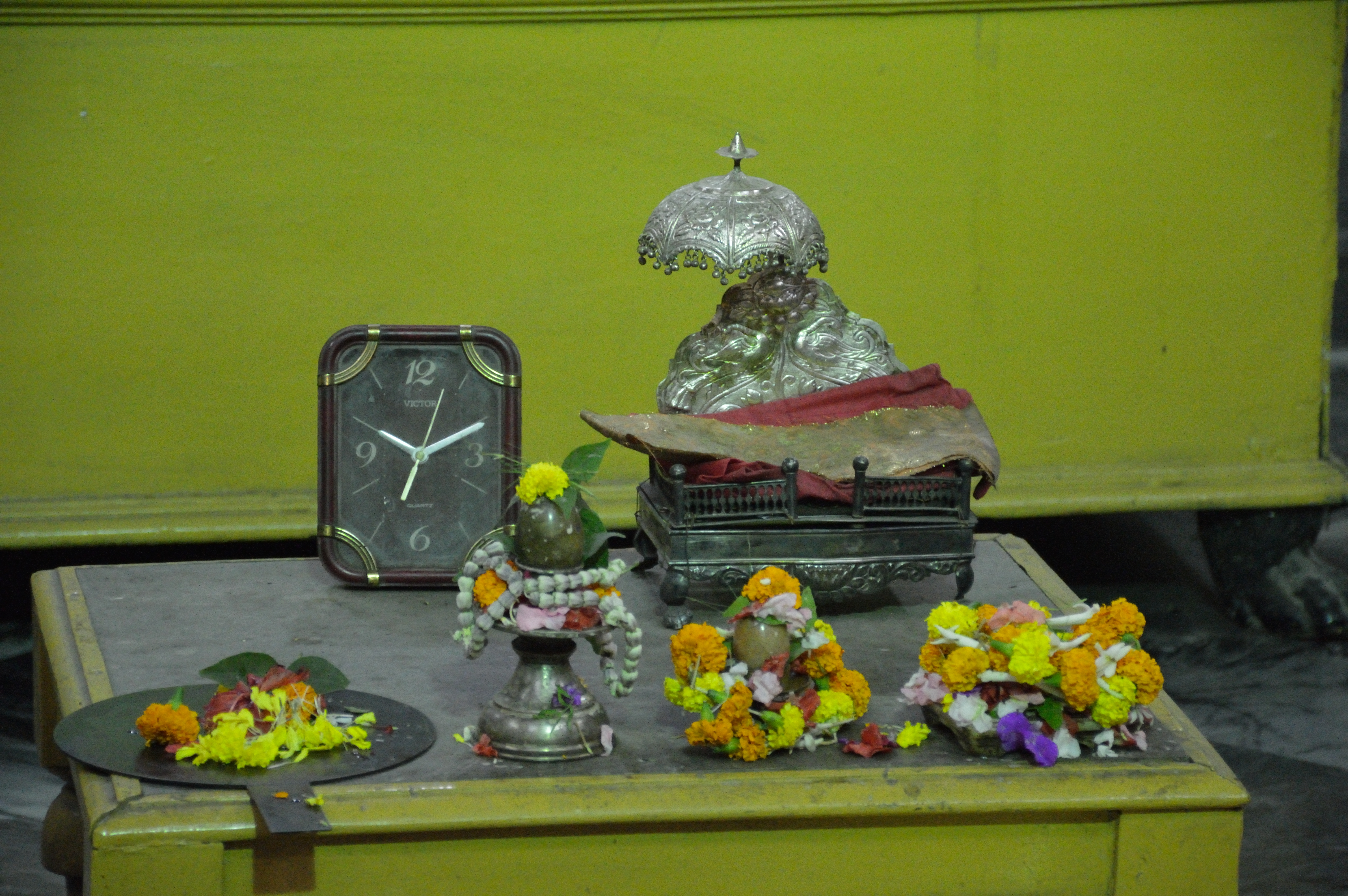
Шалаграмы в Храме Патитпабани Дурги в Калькутте

Хранители шалаграмов не называют их камнями и, тем более, окаменелостями. К ним относятся как к священному телу, носителю божественного духа. Шалаграм персонифицирован и его называют по имени божества, с которыми отождествляется шалаграм. К распространённым именам относятся Адитья, Анируддха, Вамана, Вараха, Дамодара, Джанардана, Кришна, Лакшми-Нарасимха, Лакшми-Нараяна, Нарасимха, Матсья, Хираньягарбха, Хришикеша, Шанкха, Шридхара и другие. Шалаграмы представляют собой «сварупу» или самопроявленную форму Вишну, в которой он находится по своему желанию. Для Вишну шалаграм является его естественным проявлением и потому считается священным по своей природе. Шалаграмы не символизируют и не заменяют Вишну, они сами являются божеством, облик которого Вишну принял.
Естественное пребывание Вишну в шалаграме имеет последствия для духовной практики. Считается, что временная приостановка поклонения шалаграму на несколько дней не окажет влияния на его силы. Это отличает шалагарам от мурти, в котором, как считается, божественная сила пребывает до тех пор, пока преданные бхакты ему поклоняются. Если поклонение мурти в храме прекращается, божественная сила покидает образ и его необходимо повторно освящать, когда поклонение возобновляется.

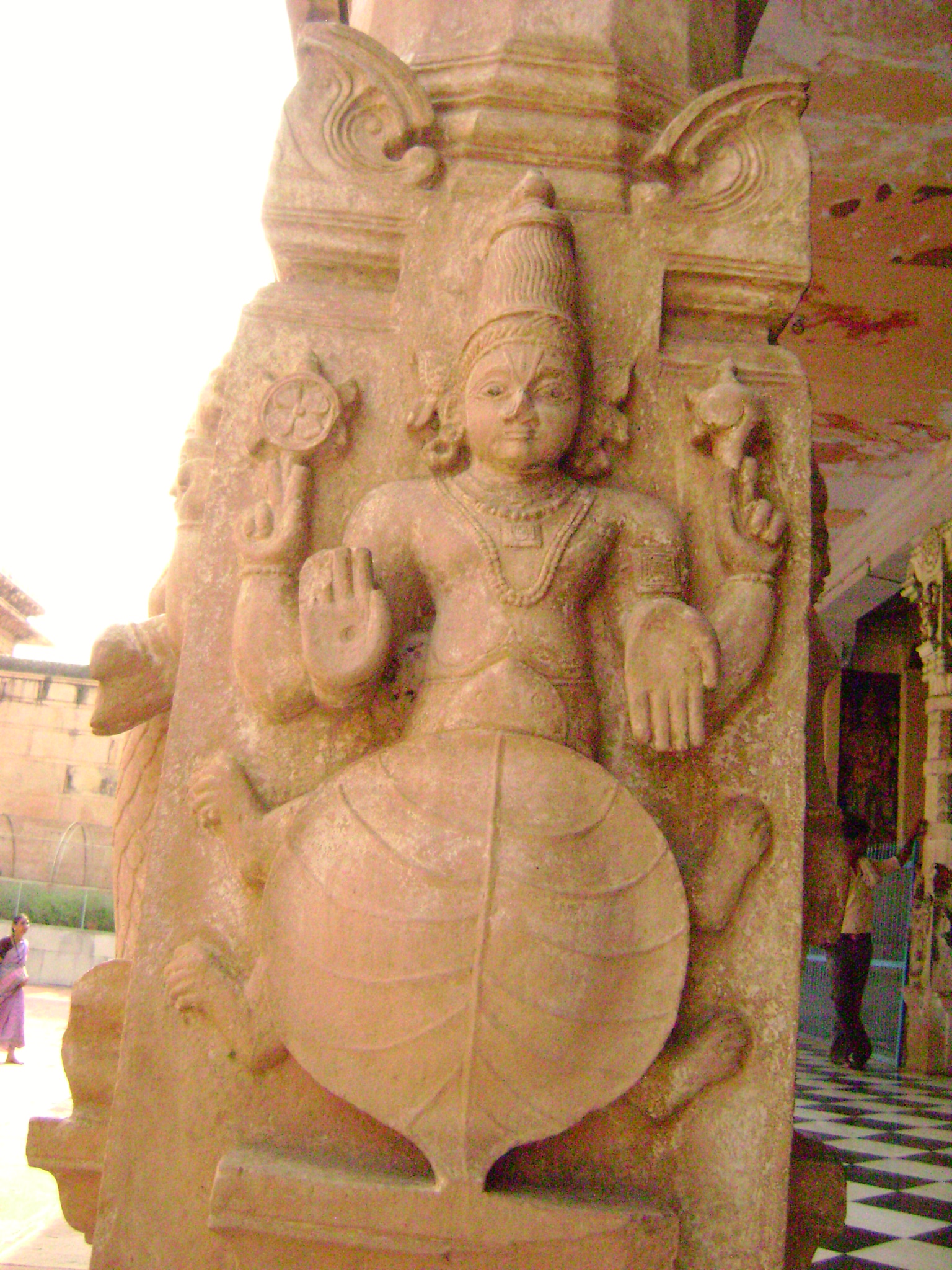
Вишну в облике Курмы. Храмовая Колонна в Вриндаване.

Шалаграм является полноценным членом вайшнавской семьи, благодаря которому преданные Вишну получают возможность прямого с ним общения. Забота о шалаграме и вручение ему подарков предназначено для поддержания непрерывной связи с божественностью. В ответ шалаграм дарует благосклонность и благословение Вишну. Наличие шалаграма в доме позволяет удовлетворять семейные потребности и решать проблемы. Взаимоотношения с Вишну в облике шалаграма не имеют каких-либо шаблонов. Некоторые обращаются с шалаграмом наряду с остальными священными образами Вишну, в то время как другие для почитания Вишну используют только шалаграм. Некоторые преданные бхакты могут поклоняться шалаграму время от времени, например, при посещении храма, где находится шалаграм, или в праздничные дни. Другие практикуют ритуалы, связанные с шалаграмом, ежедневно. Одни хранят шалаграмы в своих домах, другие предпочитают держать их в местах общественного поклонения Вишну. В любом случае взаимоотношения с шалаграмом определяются характером отношений бхакты со своим Вишну. Примечательно, что уход за шалаграмом, полученным случайным образом в подарок (как считается, благодаря заслугам в прошлой жизни), никак не зависит от принадлежности одной из традиций индуизма. Завязывание личных отношений с шалаграмом означает, что его хранитель становится вайшнавом или, по крайней мере, имеет душу вайшнава, даже если он этого не осознаёт.
Шалаграм «рождается» из вод священной реки, приходит в дом, где о нём заботятся и кормят, участвует в обмене во время заключения брака, а затем переходит к следующему хранителю или встречается с символической «смертью». Окончание жизненного пути шалаграма происходит, когда умирает его хранитель и шалаграм вкладывается в руки усопшего перед кремацией. Или же он может быть возвращён в воды священной реки или передан в храм, где его получит новый хранитель. В последних случаях шалаграм переживает второе рождение — происходит его «реинкарнация». Жизненный путь шалаграма отражает бесконечный цикл отношений, возникающих благодаря рождению, браку, детям и смерти. Путешествие шалаграма во времени и пространстве таким образом является символом движения самой жизни — непрерывный и вечный цикл творения Вишну, в ходе которого живые существа приходят и уходят, а бессмертный Вишну остаётся неизменным.

## Виды
Шалаграмы обладают набором характеристик — форма, цвет, структура, вадана («рот»), ванамала («гирлянда» в форме белой линии) и чакра (завиток). Каждая из характеристик имеет свою вариативность. Их комбинации, — разные цвета и одна или несколько вадан или чакр, — создают уникальность шалаграма. Распространённые комбинации получили устоявшиеся названия, такие как Нарасимха, Вамана и другие. Свои классификации шалаграм имеют «Сканда-пурана» (24 вида), «Гаруда-пурана» (21 вид), «Брахмавайварта-пурана» (19 видов). В зависимости от завитка и конического рисунка одни шалаграмы считаются «угра» (гневными), другие — «шанта» (безмятежными). Гневные формы, получившие название «Нарасимха», считаются непригодными для мирной семейной жизни. Им отдают предпочтение практикующие аскезу отшельники. Безмятежные шалаграмы для домашнего почитания, как правило, носят умиротворяющие имена Вишну — «Нараяна», «Шеша» и другие. Преданные бхакты в Южной Индии предпочитают только шалаграмы с отверстиями, имеющими неправильную или асимметричную форму.
| Название          | IAST            | Описание |
| ----------------- | --------------- | --- |
| Ананта            | Ananta          | большого размера, цвета нового облака, 14 круглых отметин                                                            |
| Анируддха         | Aniruddha       | круглой формы, гладкий, желтоватого цвета                                                                            |
| Васудева          | Vāsudeva        | ровной формы, с двумя круглыми отметинами на передней части отверстия                                                |
| Гада-дхара        | Gadādhara       | скрытый круговой завиток                                                                                             |
| Вамана            | Vāmana          | очень маленького размера с двумя круглыми отметинами и цвета нового облака                                           |
| Дамодара          | Dāmodara        | большой, круглой формой и двумя круглыми отметинами, без знака ванамала                                              |
| Лакшми-Джанардана | Lakṣmījanārdana | как Лакшми-Нараяна, но без знака ванамала                                                                            |
| Лакшми-Нарасимха  | Lakṣmīnarasiṃha | большое отверстие с двумя круглыми отметинами, со знаком ванамала                                                    |
| Лакшми-Нараяна    | Lakṣmīnārāyaṇa  | цвета нового облака; одно отверстие, отмеченное четырьмя круговыми отпечатками; знак, напоминающий гирлянду ванамалу |
| Мадхусудана       | Madhusūdana     | круглой формы, среднего размера, две круглые отметины и след коровы                                                  |
| Нарасимха         | Nārasiṃha       | большое отверстие с двумя круглыми отметинами, в которые можно заглянуть                                             |
| Прадьюмна         | Pradyumna       | цвета нового облака, с маленькой круглой отметиной и несколькими маленькими отверстиями                              |
| Рагхунатха        | Raghunātha      | два отверстия с четырьмя круглыми отметками; след коровы, без знака ванамала                                         |
| Раджараджешвара   | Rājarājeśvara   | среднего размера, семь круглых отметин, символы зонтика и травы (или колчана)                                        |
| Рана-Рама         | Raṇarāma        | круглой формы, среднего размера, следы стрел по всему телу, две круглые отметки и отпечатки колчана со стрелами      |
| Санкаршана        | Saṅkarṣaṇa      | две круглые отметки, соединённые друг с другом на верхней стороне                                                    |
| Сударшана         | Sudarśana       | одинарный круговой завиток                                                                                           |
| Хаягрива          | Hayagrīva       | две круглые отметины и форма как морда лошади                                                                        |
| Шридхара          | Śrīdhara        | как Вамана, но с дополнительным знаком ванамала                                                                      |

## Почитание шалаграма

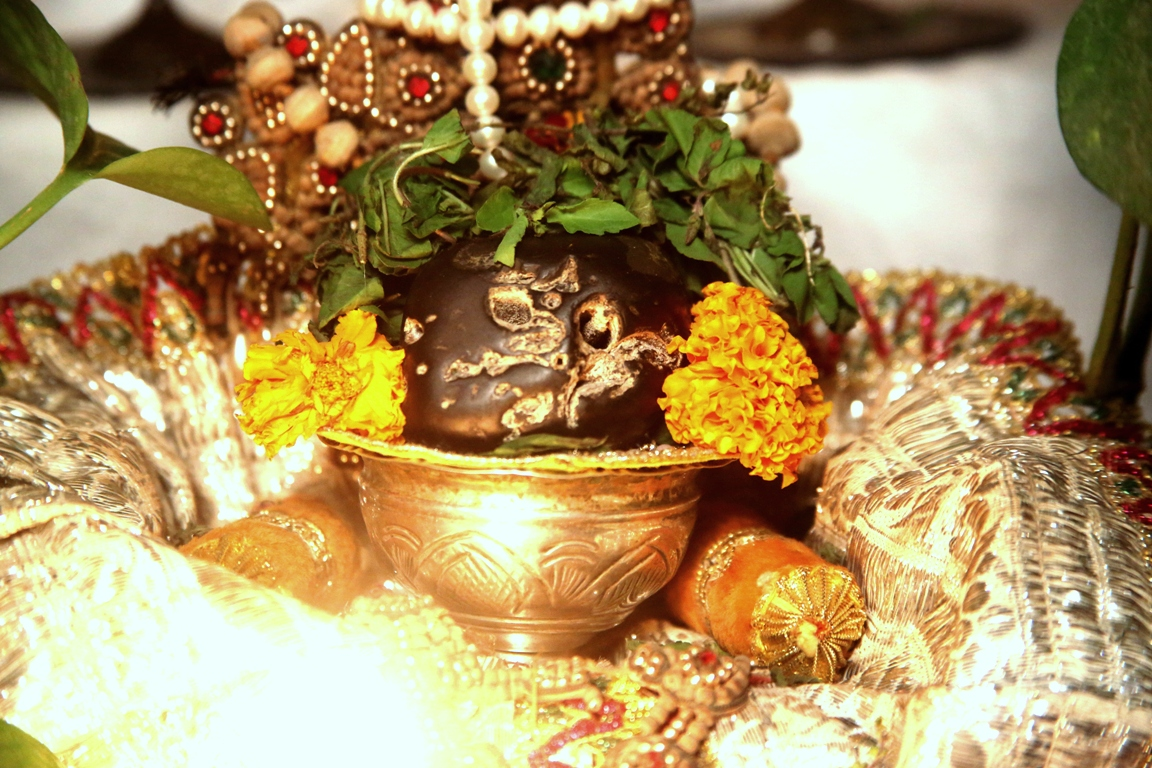
Празднично украшенный шалаграм на алтаре храма Мирабай во Вриндаване

Некоторые полагают, что свая-матна (IAST: svayamātṛṇṇā, svayam-ātṛṇṇā), камень с отверстиями естественного происхождения, в «Шатапатха-брахмана» из «Яджурведы», является первым упоминанием шалаграма в священных текстах. По сведениям Археологического управления Индии первые свидетельства поклонения шалаграмам относятся ко II веку до н. э. Вывод сделан на основании каменной надписи, найденной возле Госанди в Раджастхане, где упоминается святыня в честь богов-близнецов Васудевы и Санкаршаны. В надписи говорится о дворе или саде Нараяна-ватика, где находился каменный объект, которым предположительно был шалаграм.
Кроме того, каменные надписи из Мадхья-Прадеш, одна из которых датируется I веком до н. э., упоминают поклонение Вишну в форме шалаграма. О том же говорит известная надпись Мора около Матхуры, датируемая тем же периодом. Она упоминает пять почитаемых героев династии Вришни в сияющих каменных образах: шалаграм, бхагавата, вришни, панча-вира, пратимах. Индологи склоны объяснять названия шалаграмов именами пяти вьюх, то есть эманаций Вишну, к которым относятся Васудева, Санкаршана, Прадьюмна, Анируддха и Самба (сын Прадьюмны).
Широкое почитание шалаграм получило распространение между VIII и IX веками. Практика получила отражение в пуранах и комментариях учителей-ачарьев. Основатель адвайта-веданты Шанкара упоминал шалаграм в своих комментариях к «Тайттирия-упанишаде» (стих 1.6.1) и «Веданта-сутрам» (стих 1.3.14). Однако формальное описание правил почитания шалаграмов и их объяснение возникли значительно позже, уже в конце XV века. Популяризации шалаграмов способствовали Рамануджа (1017—1137) в Тамилнаде и Мадхвачарья (1238—1317) в Карнатаке. Они же ввели ограничения, которые необходимо соблюдать при обращении со святынями.
Шалаграм упоминается в «Гаруда-пуране», где перечислены имена священного камня в зависимости от его внешнего вида. Считается, что шалаграмы освящают окружающее пространство на 39 километров вокруг. Обычно они хранятся в небольшой шкатулке в форме Ади-Шеши (многоголового змея, на котором возлежит Вишну) и вынимаются только для поклонения на пудже. Шалаграмы почитаются по одному или группами по четыре, шесть или большее чётное число, наиболее предпочтительным из которых является двенадцать. Шалаграмы, как правило, являются наследственными религиозными принадлежностями. Шалаграмы не продают за деньги, их дарят или они переходят в семье из поколения в поколение.
Современные шри-вайшнавы в Южной Индии и гаудия-вайшнавы в Западной Бенгалии сохранили свои собственные практики почитания шалаграм. Вместе с вайшавизмом многие из них мигрировали на Запад, что привело к появлению дополнительного спроса на шалаграмы за пределами Южной Азии. Пуджа является главной формой почитания шалаграма. Первая пуджа проводится, когда шалаграм находят на берегу или в водах реки Кали-Гандаки. Ритуал проводят прямо на берегу, используя речную воду для его омовения. Затем пуджи проводят ежедневно, пока шалаграм сохраняется в храме или семье. Кроме того, пуджи в честь шалаграма совершаются во время праздника Туласи-вивах, то есть ритуальной свадьбы Вишну и его преданной Туласи. Объясняется это тем, что шалаграм тесно связан с пуранической историей о разгневанной жене демона Туласи (Вриндой), которая (временно) заколдовала Вишну. О шалаграмах упоминает несколько священных текстов, однако наиболее авторитетными считаются «Брахмавайварта-пурана», «Гаруда-пурана» и «Сканда-пурана», а также упомянутый комментарий Шанкарачарьи, сделанный им в VIII веке. Несмотря на попытки упорядочения практик обращения с шалаграмами, традиция передаётся, преимущественно, устно и имеет региональные различия.

Тот, кто выпьет хотя бы каплю воды, которой омыт Шалаграм, освобождается от всех недостатков и достигнет божественную обитель Вайкунтху.
— «Гаруда-пурана», глава 9, стих 21—22

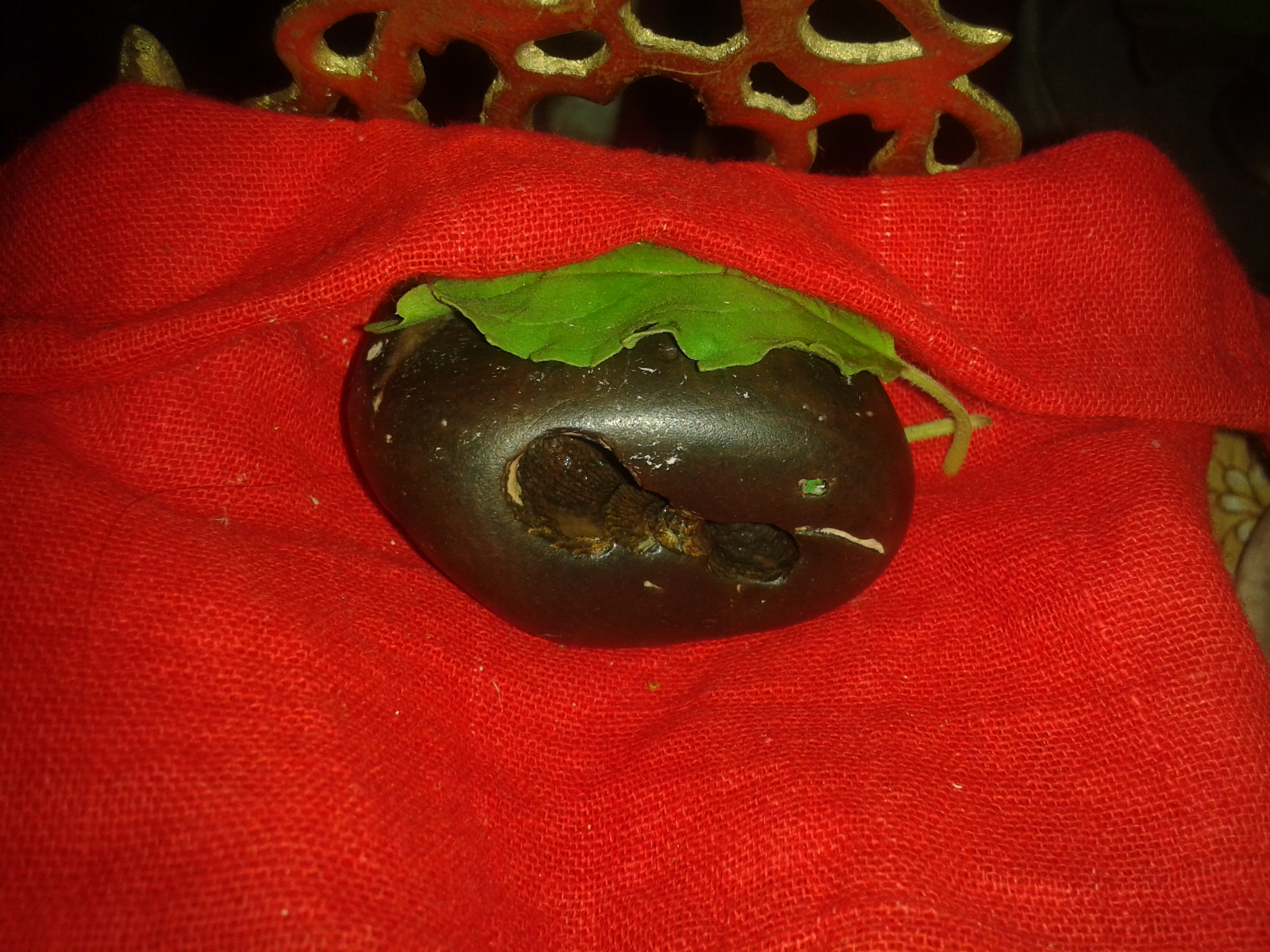
Вид шалаграма, называемый «Лакшми-Нарасимха»
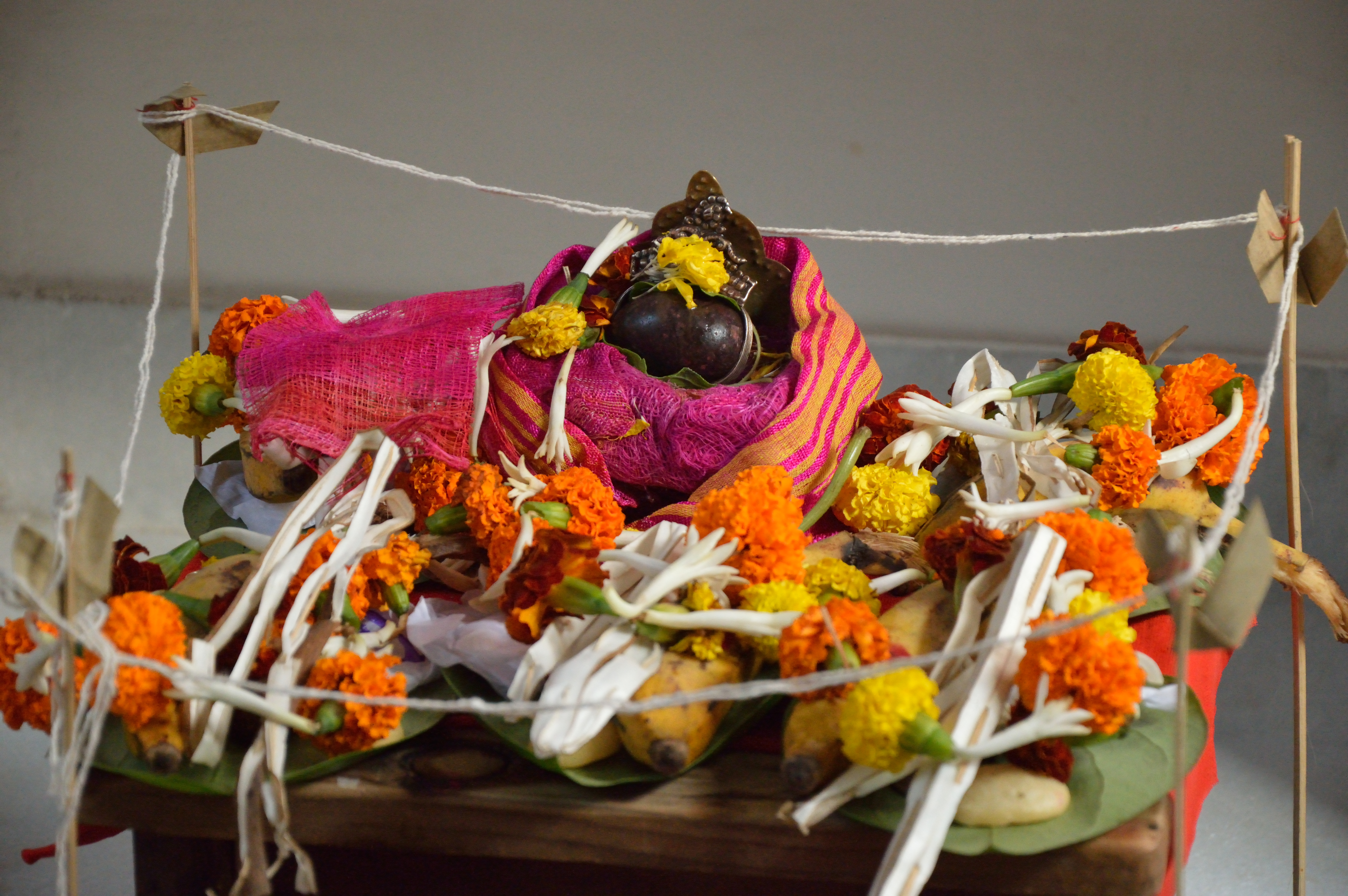
Празднично украшенный шалаграм на домашнем алтаре
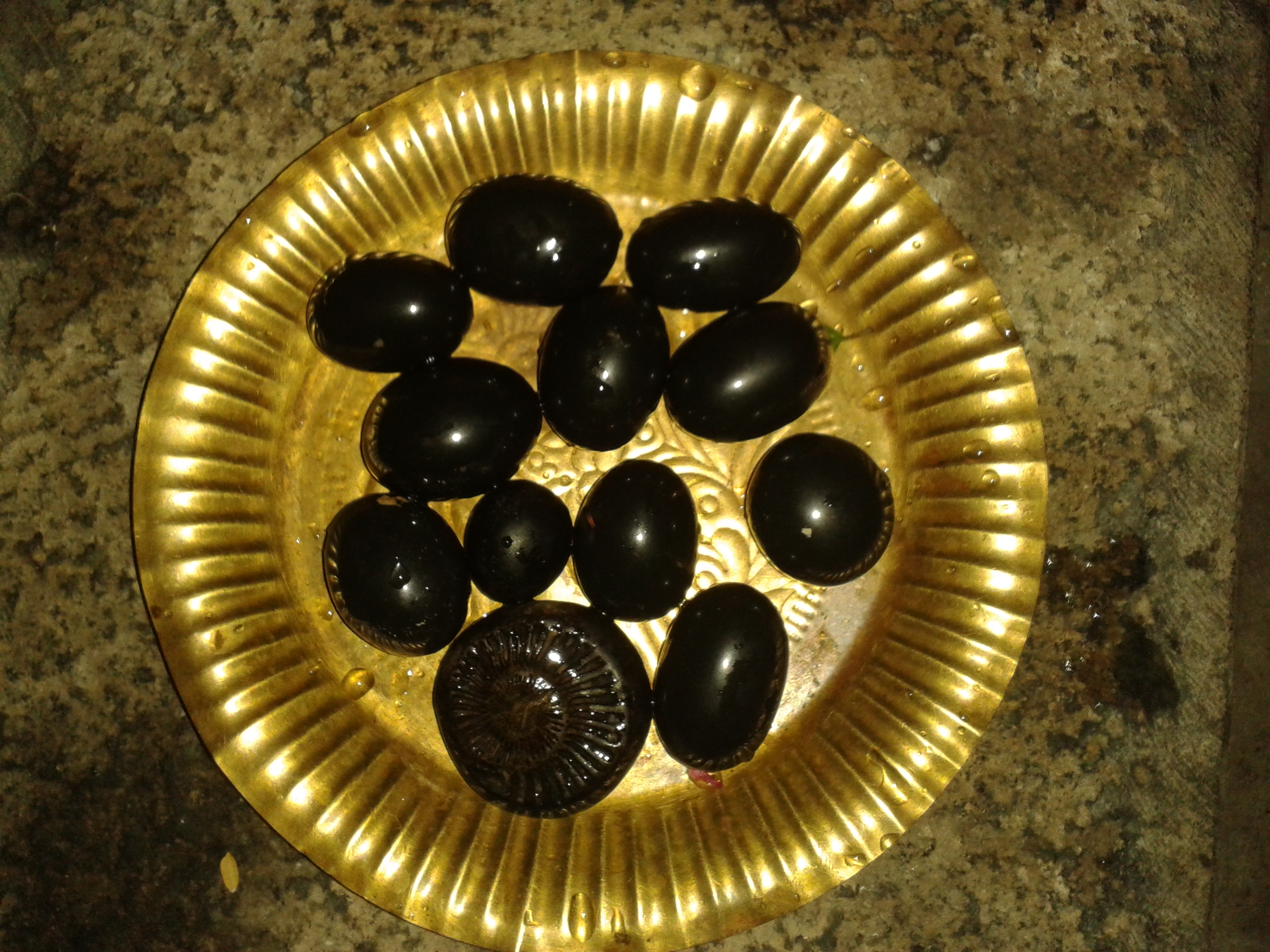
Омовение шалаграмов во время пуджи

## Легенда о Вишну и шалаграме

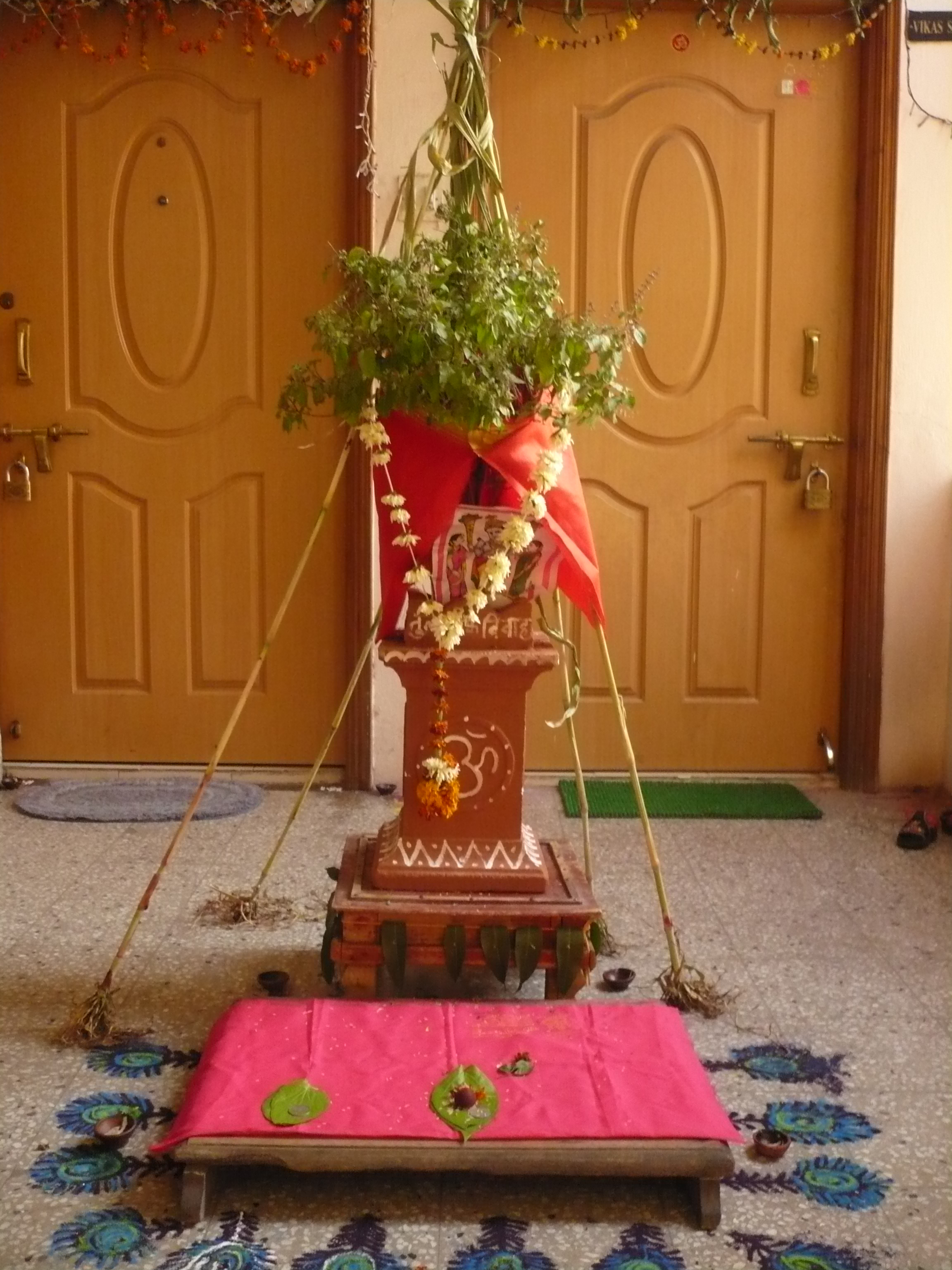
Туласи-вивах: свадьба Туласи (Лакшми) и шалаграма (Вишну)

Согласно «Махабхарате» и «Падма-пуране» история шалаграма связана с демоном Джаландхаром и его добродетельной женой Вриндой. Джаландхара был свирепым и жестоким демоном, благодаря аскезе получившим от Брахмы дар бессмертия. Он нападал на полубогов и терроризировал Землю. Не в силах остановить демона, полубоги просили Брахму лишить его чудесного дара. Однако Брахма не мог лишить Джаландхару бессмертия и поэтому обратился к Шиве, а тот, в свою очередь, к Вишну. Хранитель мироздания дал Шиве копьё, с помощью которого он мог побороть Джаландхару. Вишну принял облик Джаландхара, чтобы лишить Вринду целомудрия. Секрет Джаландхара заключался в том, что его бессмертие сохранялось до тех пор, пока Вринда блюдёт верность мужу. Лишив Вринду целомудрия, Вишну помог Шиве расправиться с демоном. Осознав обман, Вринда наложила на Вишну проклятие: стать камнем, ведь у него, как показала история обмана, каменное сердце. Когда Вринда впала в горе, Вишну проникся к ней состраданием и позволил её духу слиться с Лакшми. Тело Вринды превратилось в реку, которая стала священной Гандаки. Прекрасные пряди волос обернулись священными растениями, которые назовут Туласи. Её листья стали служить для поклонения Вишну. Более того, сам Вишну обещал пребывать в реке Гандаки как шалаграмы. Легенда о шалаграме находит отражение в совмещении на пудже предложения листьев туласи и омовения шалаграма. Кроме того, на одиннадцатый день месяца картика отмечается ритуальная свадьба Туласи и шалаграма, в которой находит отражение единение Лакшми и Вишну.

## Храмовый шалаграм

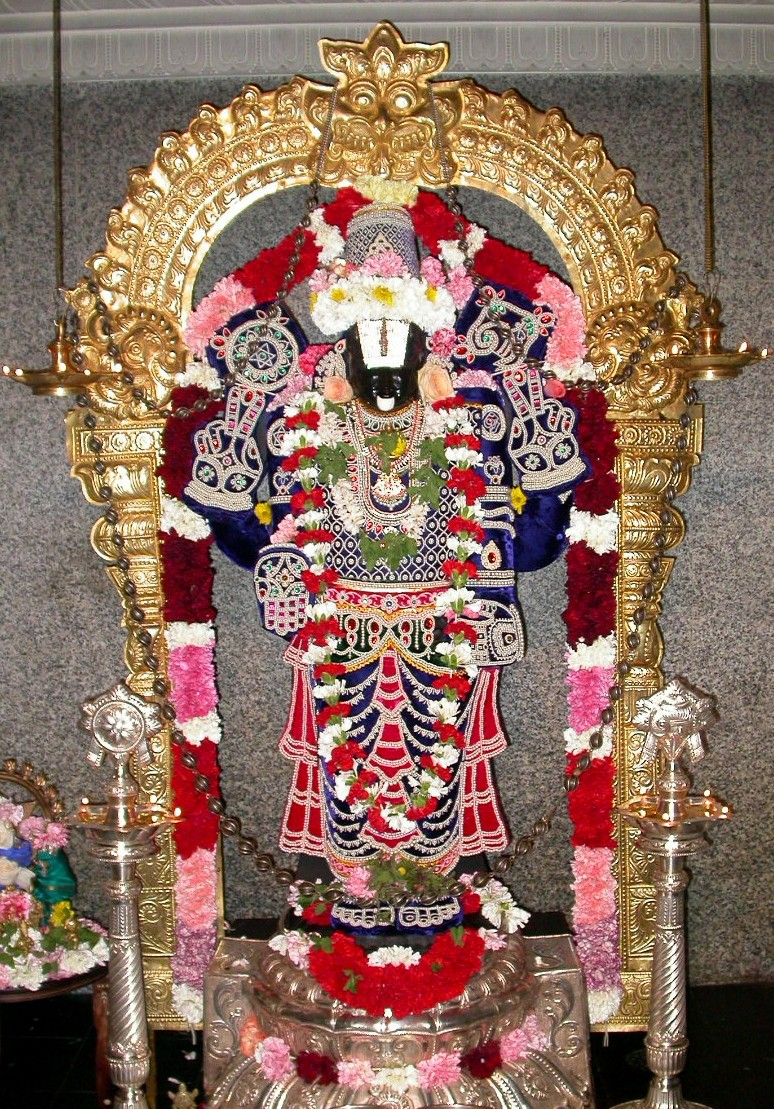
Венкатешвара в жемчужном одеянии и с гирляндой из 108 шалаграм. Храм Шивы-Вишну в Южной Флориде, Майами.

В храмовом святилище шалаграмы можно встретить наряду с изображением главного божества. Более того, мурти самого божества может включать или состоять из шалаграмов. Известный образ Вишну в Бадринатхе, Бадри-Нараяна, как считается, вырезан из большого шалаграма. Аналогично Вишну представлен шалаграмом в Храме Кришны в Удипи (Карнатака). В Храме Рамасвами в Кумбаконаме шесть главных божеств состоят из шалаграмов, облачённых в позолоченные одежды. При изготовлении мурти Падманабхи в Храме Падманабхасвами в Тируванантапураме (Керала) использовалось 12 тысяч шалаграмов, привезённых из Гималаев. Считается, что у Падманабхи есть старший «брат» Ади Кешава, проживающий в неподалёку в другом храме, примерно в 50 километрах от Тируванантапурама. Для изготовления его мурти, которое можно встретить в Храме Ади Кешава Перумал в Теруваттару, использовалось 16 тысяч шалаграмов. В некоторых храмах шалаграмы находятся внутри мурти Вишну. В частности, шалаграм включён в деревянное мурти Джаганнатхи в Пури, Венкатешвары на холмах Тирумалы, Дваракадиши в Дварке, а также Кришны в Храме Рукмини Деви в Гуджарате.
По тибетскому поверью в Храме Муктинатха (Непал) внутри изображения Вишну (Шри Мурти Перумал), которое одновременно почитается буддистами как Будда сострадания Авалокитешвара, находится самый первый шалаграм, обнаруженный в Гималаях. Согласно традиции он хранит божественную сущность всех шалаграмов. Самый большой и самый тяжёлый шалаграм находится в Храме Джаганнатхи в Пури, а самая большая коллекция шалаграмов за пределами Индии — в кришнаитском Каруна-бхаване в Шотландии.
В храмах, где количество шалаграмов столь велико, что они умещаются на алтаре, их можно встретить у стоп главного божества. Наряду с главным божеством они являются объектом ежедневных пудж. Многочисленные группы шалаграмов хранят на стоящем рядом боковом алтаре, откуда они наблюдают за всеми церемониями. В особых обстоятельствах для шалаграмов проводят особую пуджу. К примеру, в 2020 году в Васанта-мандапе посреди священного пруда в Тирумале в течение месяца совершалась «Шри Маха Вишну Шалаграма пуджа» ради прекращения пандемии COVID-19. Для шалаграмов брахманы Храма Венкатешвары проводили панчамрита абхишека — омовение пятью элементами (мёд, молоко, йогурт, сахар и масло гхи). В некоторых случаях мала (гирлянда) из шалаграмов используется для украшения главного божества. Её надевают в праздники, когда храм заполнен паломниками. Одна такая гирлянда, используемая в Храме Маяпура в Северной Индии, состоит из серебряных нитей, объединяющих 108 маленьких шалаграмов.
| Оригинал на хинди                                             | Англоязычное произношение                                                                                                 | Перевод |
| ------------------------------------------------------------- | --- | --- |
| ॐ नमो भगवते विष्णवे श्रीसालिग्रामनिवासिने सर्वाभीष्टफलप्रदाय सकलदुरितनिवारिणे सालिग्रामाय स्वाहा | Om Namo Bhagavate Vishnave Sri Saligrama Nivasiney Sarva Bheeshta Bhalapradhaya Sakala Thuridha Nivarine Salagrama Swahah | Я приветствую Бхагавана Вишну, пребывающего в Шалаграме, отвечающего на просьбы, исполняющего желания, и прошу ответить на наши молитвы |

## Домашний шалаграм
Наличие шалаграма на домашнем алтаре является признаком набожности семьи. Для домашних шалаграм — это не только член семьи, о котором заботятся и который приносит божественную милость. Шалаграм связывает семью со священным местом, откуда происходит шалаграм. Он также сохраняет связь между предками и их потомками. Десятилетия или даже столетия назад шалаграм был принесён в дом после паломничества в Гималаи. Шалаграм наследует старший член семьи — первый и второй сын. Некоторые преданные Вишну могут по шалаграму отследить генеалогическую историю своих семей. Его почитание поколение за поколением сохраняет семейную преданность и вайшнавскую культуру.
К шалаграму обращаются за получением благословения и благ, таких как богатство, потомство, успех, долгая и здоровая жизнь. Шалаграм Нарасимха защищает от воровства, злых или нечистых людей, помогает в исцелении психических заболеваний, тревог и фобий, восстанавливает душевное равновесие. Шалаграм Вайкунтха дарует благословение и интуицию, способствует мокше (освобождению), защищает преданного от лжи или ложных учителей. Шалаграм Васудева наделяет физической силой и пробуждает мужество во время испытаний, он предназначен в качестве подарков для больных или недавно переживших трагедию. Шалаграм Кешава дарует богатство, социальный статус и уважение, защищает от сглаза и плохих мыслей. Среди всех шалаграм Яджна (Ягья) служит в качестве главного божества при проведении домашнего жертвоприношения, защищает семью от несчастья, злых духов, призраков или магии. Некоторые рассматривают почитание шалаграма как «камью», то есть необязательное ритуальное поклонение. Хотя почитание шалаграм действительно является второстепенным по отношению к храмовому мурти Вишну, немногие вайшнавы смотрят на него исключительно как на способ обретения благ. В большинстве случаев забота о шалаграме — это отражение традиции и семейной истории. Хранители шалаграмов следуют духу «Сканда-пураны», согласно которой забота о шалаграме является средством обретения личных отношений с божественным.
Последовательность домашней пуджи ничем не отличается от других пудж, проводимых для Вишну. Она включает поднесение воды, листьев туласи (священного базилика), свежих цветов, приготовленной для божества пищи, сандаловой пасты, а также порошков куркумы и кумкума (киновари). Отдельные пуджи в честь шалаграма организуют при наступлении важных событий в жизни человека или его семьи — по случаю рождения детей, а также на свадьбах и похоронах. Шалаграм участвует в праздновании новоселья (гриха-правеш) и закладке фундамента будущего дома (васту-пуджа). Шалаграм может быть подарен на день рождения и сопровождать умершего в последний путь во время кремации. Для всех шалаграм, передающихся по наследству и не отправляющихся на погребальный костёр, проводится повторная приветственная пуджа, словно шалаграм только что достали из священных вод. Таким образом, шалаграм проживает вместе со своими хранителями множество земных жизней, снова и снова возвращаясь, чтобы помочь душе идти к мокше — своему освобождению.

Пуджа для шалаграма

Самая распространенная и основная пуджа, проводимая для шалаграма, представляет собой простую ежедневную пуджу. На ней пуджари (ведущий пуджу) предлагает шалаграму воду, листья тулси, а также, если у него есть возможность — цветы или фрукты. Пуджа сопровождается короткой ежедневной молитвой. Простая пуджа рекомендуется тем, кто в отъезде, путешествует или находится в паломничестве. Вдали от дома берут с собой один или два наиболее значимых в семье шалаграма. Для них пуджа подобна утренней или вечерней молитве, которую можно совершить даже в самых трудных условиях. Во многих семьях предпочитают простую пуджу, в то время как полноценные сложные пуджи проводятся в особых случаях или по праздникам, в определённое время года.
— Уолтерс Х. Шалаграма: священные камни, ритуальная практика и политика мобильности в Непале

## Поддельный шалаграм

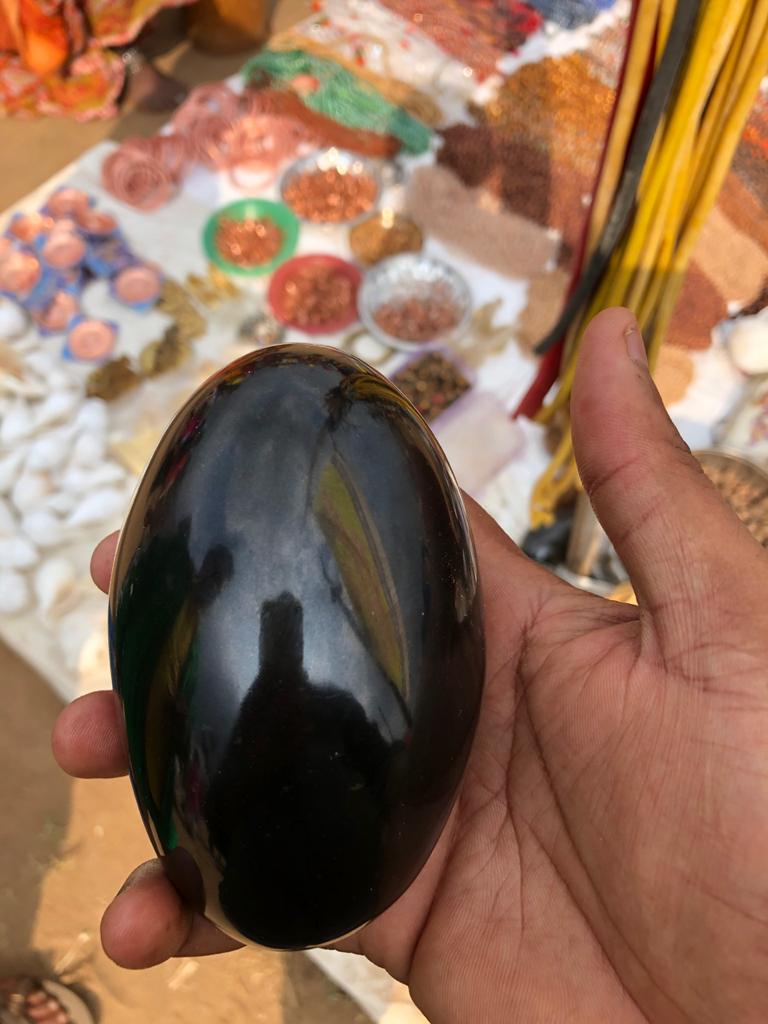
В розничной торговле можно встретить подделки, имитирующие священные камни

Главная проблема, с которой сталкиваются преданные Вишну в поисках шалаграма — это риск того, что камень окажется подделкой. В условиях онлайн-торговли религиозными принадлежностями подделки не являются редкостью. В идеале шалаграм появляется на семейном алтаре благодаря паломничеству в Непал. Однако большинство людей не может посетить Гималаи и ищет другие способы обретения шалаграма. Его можно получить в подарок или в храме за пожертвование или служение. Священные шалаграмы запрещено оценивать в деньгах, покупать или продавать. Тем не менее, когда других средств нет, иностранцы, желающие получить шалаграмы, нередко обращаются к интернет-магазинам Amazon, Ebay и другим. Средние шалаграмы могут оцениваться в несколько сотен долларов США.
Поддельные шалаграмы встречаются трёх видов. Во-первых, обломки разбитого шалаграма склеиваются вместе. При реконструкции шалаграм может обрести дополнительные «чакры» или другие отметки. Склеенные камни обнаруживаются по швам и трещинам на поверхности. Во-вторых, подделка изготавливается из промышленной эпоксидной смолы M-Seal или бетона. Она выглядит как гладкий блестящий камень, словно его только что достали из реки или провели ритуальное купание (абишека). На ощупь камни из M-Seal воспринимаются как пластик и весят легче, чем шалаграм. Если их поцарапать ногтем или острым предметом, на поверхности останутся вмятины и бороздки, в то время как шалаграм под внешним воздействием рассыпается. Бетонная подделка при воздействии показывает свой песчаный состав или с неё скалывается краска, благодаря которой предмет кажется гладким. В-третьих, вместо шалаграма может быть предложена другая окаменелость. Например, трилобиты или аммониты, не происходящие из Непала, а также окаменелые растения, криноидеи (морские лилии) и насекомые. Ни одна из альтернатив не считается божественной, поскольку не происходит из вод священной реки.